# Politique au Qatar
La politique au Qatar repose sur un État qui prend la forme d'une monarchie absolue où l'émir est à la fois le chef d'État et le chef du gouvernement. La loi dans le pays est basée sur la charia, tel que le prévoit la constitution qatarienne.

## Politique intérieure
Le Qatar est une monarchie autoritaire et héréditaire où l'émir est à la fois chef de l'État et chef du gouvernement. Les partis politiques sont interdits.

### Pouvoir exécutif
| Fonction         | Nom                                | Depuis le    |
| ---------------- | ---------------------------------- | ------------ |
| Émir             | Cheikh Tamim ben Hamad Al Thani    | 25 juin 2013 |
| Premier ministre | Mohammed ben Abderrahmane Al-Thani | 7 mars 2023  |

La famille al-Thani est au pouvoir depuis l'indépendance du pays en 1971. L'émir Tamim ben Hamad Al Thani a succédé à son père, l'émir Hamad ben Khalifa Al Thani le 25 juin 2013. Ce dernier avait lui-même destitué son père, Khalifa bin Hamad Al Thani, en 1995. Plus libéral que ce dernier, Cheikh Hamad avait annoncé alors sa volonté de réformer et moderniser le pays. La liberté de la presse fait son apparition, et la chaîne de télévision Al Jazeera, fondée à la fin de l'année 1996, a souvent été présentée comme un modèle d’organe de presse libre et objective dans le monde arabe. Cependant, elle a été la cible de nombreuses critiques tenant notamment à la partialité de son traitement du printemps arabe et ses liens avec les Frères musulmans.

#### Composition du gouvernement
Au 5 octobre 2022 : 
- Émir : Cheikh Tamim bin Hamad Al Thani
- Vice-Émir : Cheikh Abdallah ben Hamad Al Thani
- Premier ministre et ministre de l’Intérieur : Cheikh Khaled Ben Khalifa Ben Abdulaziz Al-Thani
- Vice-Premier ministre et ministre des Affaires étrangères : Cheikh Mohamed bin Abdulrahman Al-Thani
- Vice-Premier ministre et ministre d’État aux affaires de la Défense : Dr Khalid bin Mohammed Al-Attiyah
- Ministre de la Justice : Masoud al-Ameri
- Ministre des Finances : Ali bin Ahmed Al Kuwari
- Ministre du Commerce et de l’Industrie : Cheikh Mohammed bin Hamad bin Qassim Al Abdullah Al Thani
- Ministre des Transports : Jassim Saif Ahmed Al-Sulaiti
- Ministre du Travail : Dr Ali bin Saeed bin Smaikh Al Marri
- Ministre d’État pour l’Énergie : Saad bin Sharida Al-Kaabi
- Ministre des Municipalités : Abdullah bin Abdulaziz bin Turki Al Subaie
- Ministre de l’Environnement et du changement climatique : Dr Faleh bin Nasser bin Ahmed bin Ali Al Thani
- Ministre de la Culture : Cheikh Abdulrahman bin Hamad bin Jassim bin Hamad Al Thani
- Ministre du Développement social et de la famille : Maryam bint Ali bin Nasser Al Misnad
- Ministre des communications et des technologies de l’information : Mohammed bin Ali bin Mohammed Al Mannai
- Ministre de l’Éducation et de l’Enseignement supérieur : Buthaina bint Ali Al Jabr Al Nuaimi
- Ministre des Sports et de la Jeunesse : Salah bin Ghanem Al-Ali
- Ministre de la Santé publique : Dr Hanan Mohamed Al-Kuwari
- Ministre du Waqf et des Affaires islamiques : Ghanem bin Shaheen al-Ghanem
- Ministre d’État aux affaires du Cabinet et membre du Cabinet : Mohammed bin Abdullah bin Mohammed Al Youssef Al Sulait

#### Système juridique
La charia est la source principale du droit qatarien, comme prévu dans la Constitution du pays. Elle contient cependant aussi quelques éléments tirés du droit civil.

##### Droit pénal
La loi islamique inspire la législation dans quasiment tous les domaines, y compris le droit des affaires, de la famille, des successions ainsi que de nombreuses dispositions du droit pénal (y compris celles concernant l'adultère, le vol et le meurtre). Devant la majorité des tribunaux, le témoignage d'une femme vaut la moitié de celui d’un homme et dans certains cas, le témoignage d’une femme ne peut être entendu.
Les châtiments corporels font partie intégrante du droit pénal qatarien en vertu de leur interprétation dite « hanbalie » de la charia. Ainsi, la peine de flagellation est prévue pour la consommation d’alcool et les relations sexuelles hors mariage ou homosexuelles. L’article 88 du code pénal du Qatar prévoit une peine de 100 coups de fouet pour un couple adultère constitué d’une femme et d’un homme musulmans. La peine de mort est prévue lorsqu’il s’agit d’une femme musulmane et d’un homme non musulman. En 2011, au moins 21 personnes (principalement des ressortissants étrangers) ont reçu des peines de flagellation d’entre 30 et 100 coups de fouet pour «relations sexuelles illicites» ou consommation d'alcool.
La consommation d'alcool n’est légale au Qatar que sous certaines conditions très strictes. Ainsi, les hôtels de luxe sont autorisés à vendre de l'alcool à leurs clients non musulmans. Comme indiqué plus haut, la consommation d’alcool par un musulman est formellement interdite et punissable par une peine de flagellation ou de déportation.
Les châtiments corporels tels que la flagellation et la lapidation constituent, selon l’Organisation des Nations unies, une violation de la Convention internationale contre la torture.
Les résidents non musulmans peuvent obtenir un permis pour acheter de l'alcool pour leur consommation personnelle. La société de Distribution du Qatar (une filiale de Qatar Airways) est autorisée à importer de l'alcool et de la viande de porc et à la vendre aux non-musulmans titulaires d’un permis. Enfin, les organisateurs qataris ont également exprimé leur volonté de permettre la consommation d'alcool dans les "fan zones" lors de la Coupe du Monde de football en 2022.

##### Droit du travail et de l’immigration
Les visas de travail au Qatar sont octroyés selon le système du sponsorship. Tout étranger souhaitant vivre et travailler au Qatar doit ainsi être sponsorisé par un citoyen qatarien. Le sponsor a le droit d'annuler le permis de résidence ou de travail sans motif, de refuser au travailleur un changement d’employeur, de dénoncer le travailleur comme « fugitif » auprès des autorités de police en cas de déplacement sans autorisation, de lui confisquer son passeport et de lui refuser un « visa de sortie », seul moyen de quitter le pays. Selon la Confédération Syndicale Internationale, ce système de sponsorship encourage le travail forcé, car il empêche les travailleurs étrangers de quitter un employeur abusif. Par ailleurs, le Qatar n’impose pas de salaire minimum pour la main-d'œuvre immigrée.
Pour répondre aux critiques, le Qatar a demandé au cabinet d'avocats international DLA Piper de produire une étude sur le système de main-d'œuvre immigrée. En mai 2014, DLA Piper a publié plus de 60 recommandations pour réformer le système de sponsorship, et a notamment conseillé la suppression des visas de sortie et la création d'un salaire minimum. Le gouvernement qatarien s’est engagé à prendre acte de ces recommandations.

### Conseil consultatif
Le Conseil consultatif est composé de 45 membres dont 30 sont élus et 15 sont nommés par l’Émir. Comme son nom l'indique, il n'a qu'un rôle consultatif.
En avril 1972, le Conseil a été créée avec 20 membres; et 10 membres supplémentaires ont été nommés en 1975.
En 1990, le Conseil a connu son premier changement, avec le renouvellement de 11 membres et la nomination de 19 nouveaux membres.
En 1995, le Conseil a connu son deuxième changement, avec le renouvellement de 22 membres et la nomination de 8 nouveaux membres.
En 1996, le nombre de membres a été porté à 35.

### Partis politiques et élections
Les partis politiques ne sont pas autorisés au Qatar. Des premières élections ont lieu au niveau communal en 1999, ouvertes à tous les citoyens qatariens, hommes et femmes, âgés de plus de 18 ans et domiciliés au pays. Les élus municipaux n'ont pas de pouvoir exécutif, mais peuvent être consultés par les ministres.
La Constitution adoptée en 2003 prévoit une élection partielle du Conseil consultatif par le peuple, ainsi qu'un pouvoir législatif étendu. Les premières élections législatives étaient prévues pour le 30 juin 2013, mais elles ont été annulées.
Le Qatar est composé de 7 subdivisions ou « baladiyat ».

Divisions administratives avec des couleurs et des numéros

Chaque baladiyat administre les différentes villes et districts sur son territoire.

## Politique étrangère
Organisations membres : Organisation des pays exportateurs de pétrole (OPEP), Ligue arabe, Conseil de coopération du Golfe (CCG), Organisation des pays arabes exportateurs de pétrole (OPAEP).

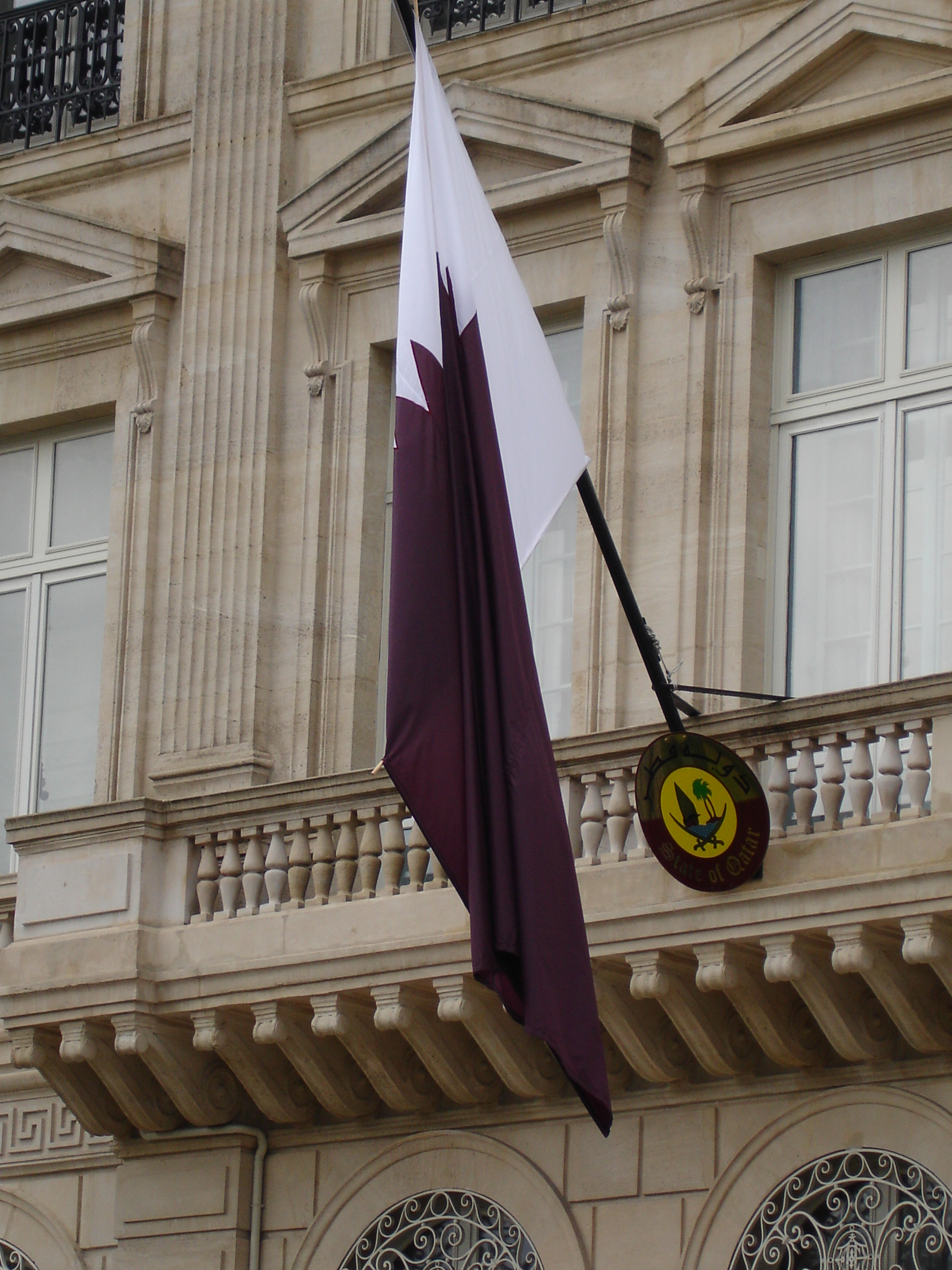
L'ambassade du Qatar à Paris

Le Qatar est l'un des pays fondateurs du Conseil de coopération du Golfe. Depuis sa prise du pouvoir en 1995, Cheikh Hamad y a adopté des positions indépendantes et parfois d'opposition, boycottant en partie, par exemple, le sommet annuel de 1995 pour protester contre la nomination d'un Saoudien à la tête du CCG.
À la fin des années 1990, le Qatar a accepté de fournir du gaz naturel liquéfié (GNL) à Israël. Malgré le souhait de conserver de bonnes relations avec l'Occident, l'émir a condamné l’intervention militaire des États-Unis et du Royaume Uni en Irak.
Dans les négociations de l'OPEP sur les quotas pétroliers, le Qatar s'est prononcé en faveur d'un cours modéré. En 2001, le pays est parvenu à s'entendre avec l'Arabie saoudite sur leurs frontières, mais a perdu les îles de Hawar devant la Cour internationale de Justice qui a prononcé un jugement en faveur de Bahreïn.
Le 10 octobre 2005, le Qatar a obtenu pour la première fois un mandat de deux ans au Conseil de sécurité de l'ONU pour la période 2006-2007.
Depuis 2011 et le Printemps arabe, le Qatar cherche à étendre sa sphère d’influence dans le monde arabe. Le Qatar a pris le parti des insurgés qui se révoltaient contre les gouvernements autoritaires de la région, en finançant notamment un grand nombre de mouvements salafistes. Cette politique a été critiquée par ses voisins du Golfe comme l’Arabie saoudite, le Bahreïn et les Émirats arabes unis.
Par ailleurs, le Qatar a participé à l’intervention militaire en Libye et aurait selon certaines sources fourni du matériel militaire à l’opposition libyenne. Le Qatar a également fourni des ressources financières aux groupes de rebelles dans la guerre civile syrienne. Le Qatar ayant des liens étroits avec l’organisation des Frères musulmans, l’émirat a favorisé les groupes rebelles se réclamant de l’Islam salafiste, tant en Libye qu’en Syrie.
Dans une interview au Point, l'émir qatari Tamim ben Hamad Al Thani nie tout lien entre son pays et les Frères musulmans.

## Droits de l'Homme
Le rapport 2024 du think tank Freedom House classe le Qatar comme un régime « autoritaire ». Le pays obtient un score de 25 sur 100 (et un qualificatif de « non libre ») au score de liberté qui combine une évaluation des droits politiques et des libertés. Les partis politiques sont interdits et la participation des citoyens au débat politique est très restreinte. La plupart de la population du Qatar est constituée de travailleurs étrangers qui n'ont aucun droit politique et peu de libertés.
En 2022, l'indice de démocratie, une mesure de la qualité de la démocratie par pays, le Qatar est classé en 114e position sur 167 et décrit comme un « régime autoritaire ».